# Karl Leister
Karl Leister (Wilhelmshaven, 15 giugno 1937) è un clarinettista tedesco,  ex primo clarinetto della Berliner Philharmoniker.

## Biografia
Apprese i primi rudimenti dello strumento dal padre, anch'egli clarinettista, ma la vera formazione musicale gli venne dagli studi affrontati presso l'Hochschule fur Musik di Berlino. Giovanissimo, fu introdotto nella Komische Oper di Berlino dove erano attivi strumentisti del calibro di Václav Neumann e Walter Felenstein; nel 1959 entrò a far parte dell'Orchestra Filarmonica della capitale Tedesca sotto la direzione di Herbert von Karajan. Rimase Primo Clarinetto fino al 1993; dal 1994 al 2002 lavorò come docente di Clarinetto presso la Hochschule Fur Musik Berlin. Nel 1986 fonda il gruppo da Camera Berlin Solist.
Karl Leister è considerato uno dei più grandi clarinettisti classici della sua generazione e uno dei migliori clarinettisti di tutti i tempi: in lui si evince una profonda ricerca sonora e tecnica che rende l'esecuzione brillante e rigorosa e il suono morbido e armonioso.
La sua fama è dovuta, principalmente, all'esecuzione di brani di Mozart, Weber e Louis Spohr: ebbero grande successo, per esempio, la sua versione del Concerto per Clarinetto e Orchestra K.622 di Mozart diretta da Herbert von Karajan coi Berliner Philharmoniker nel 1971 e quella del Concerto per Clarinetto e Orchestra n.1 di Weber. Ha inciso oltre cento dischi con varie case discografiche, tra cui Deutsche Grammophon, Sony Classical, EMI, Bis, Orfeo e Camerata; tali incisioni includono lavori di Mendelssohn, Reger, Rossini, Nielsen, Danzi, Hindemith, Donizetti.
Il Maestro Karl Leister continua negli ultimi anni ad essere un ottimo concertista e insegnante, per questo, ogni anno, è richiesto come ospite in numerose Masterclass nelle scuole di musica europee.
Karl Leister ha utilizzato clarinetti F.A Uebel Oehler System nella prima parte della sua carriera, è poi passato a strumenti Herbert Wurlitzer 100 C Solist Oehler System, che utilizza ancora oggi.